# Арды-Кая
Арды-Кая, Ардын-Кая, Егилган-Кыр, Одачык, Отуз-Кая — гора в Крыму в городском округе Феодосия.
Этимология тюрк. одачык — «маленькая комната». Высота над уровнем моря 677 метров. Вершина протяженная в направлении восток-запад. Обособленно стоящая лесистая гора со скальным волнистым гребнем на вершине. Установлен ретранслятор. Находится в 2 км к северу от посёлка городского типа Щебетовка, в 1 км западнее расположена гора Куш-Кая (302 м).